# 社会評論社
社会評論社（しゃかいひょうろんしゃ）は、東京都文京区本郷に所在する出版社。主に、マルクス経済学・人権・教育・文化・在日・フェミニズムなどをテーマにした社会科学関連の出版物が多い。なお、雑誌『社会評論』は「活動家集団思想運動」の機関誌であり、社会評論社とは一切関係が無い。

## 沿革
- 1970年創業
- 1973 - 1978年、『教育労働研究』教育労働研究編集　村田栄一
- 1973 - 1982年、『女・エロス』編集委員会
- 1979 - 1984年、『経済学批判』編集委員会
- 1979 - 1990年、『季刊クライシス』季刊クライシス　編集委員会
- 1992 - 1997年、『月刊フォーラム』編集／フォーラム90s

## 主な出版物
- 『学級通信ガリバー』村田栄一
- 『南京戦　閉ざされた記憶を尋ねて』松岡環編著
- 『降旗節雄著作集』降旗節雄
- 『［叢書］思想の海へ　全31巻』
- 『コメンタール戦後50年　全9巻』
- 『コミュニタリアニズムへ』青木孝平
- 『光文社闘争（全2巻）』光文社三労組情宣部
- 『アルバニア・インターナショナル』井浦伊知郎